# Aujac (Gard)
Aujac ist eine französische Gemeinde mit 157 Einwohnern (Stand 1. Januar 2022) im Département Gard in der Region Okzitanien.

## Geografie
Aujac liegt in den Cevennen zwischen den Tälern des Luech und der Cèze.

## Sehenswürdigkeiten
Der Ort ist bekannt durch das Schloss Aujac, einer Anlage mit Ursprüngen im 13. Jahrhundert.

## Bevölkerung
| Jahr      | 1962 | 1968 | 1975 | 1982 | 1990 | 1999 | 2007 | 2014 |
| --------- | ---- | ---- | ---- | ---- | ---- | ---- | ---- | ---- |
| Einwohner | 128  | 158  | 135  | 148  | 154  | 166  | 179  | 182  |